# Катабасис
Катаба́сис (греч. κατάβασις) — сошествие в ад (лат. descensus ad inferos, нем. Höllenfahrt), мифологема, возникшая в эпоху развитого земледелия. Предшествует анабасису — «восхождению». Вместе катабасис и анабасис лежат в основе некоторых ритуалов (например, Элевсинских мистерий).

## Мифологический мотив
Мифологический мотив катабасиса присутствует в сказаниях о богах у самых разных народов (японские Идзанами и Идзанаги, скандинавскиe Один и Хермод, вавилонская Иштар, египетский Осирис). Этот же мотив появляется в героическом эпосе, где подвиг катабасиса совершают смертные герои, преследуя различные цели: героическое сватовство к невесте из иного мира (в наиболее архаических сказаниях — якутское Олонхо, финская «Калевала»), вызволение друга (Геракл) или жены (Орфей), поиски знаний (Вяйнемёйнен, Одиссей, Эней, нартский герой Созырко).
В ряде сказаний катабасис как перемещение героя в пространстве предполагает две составляющих — спуск по вертикали и путешествие по горизонтали, но и редуцированные варианты путешествия часто содержат указание на элементы дикого и враждебного герою (или хотя бы мрачного) ландшафта. Например, в сказаниях индейцев Мезоамерики братья-герои Хун-Ахпу и Шбаланке, направляясь к владыкам преисподней (Шибальбы), помимо собственно спуска по дороге с крутыми ступенями, пересекают страшные потоки крови и гноя, преодолевают колючие заросли и узкие ущелья (Пополь-Вух). Даже в катабасисе Энея, где основной элемент путешествия (после долгого плавания по бурному морю с потерей кораблей и спутников, включая кормчего) — это спуск в пещеру, не обходится без указания на мрачный пейзаж:

«…Вход в пещеру меж скал зиял глубоким провалом,

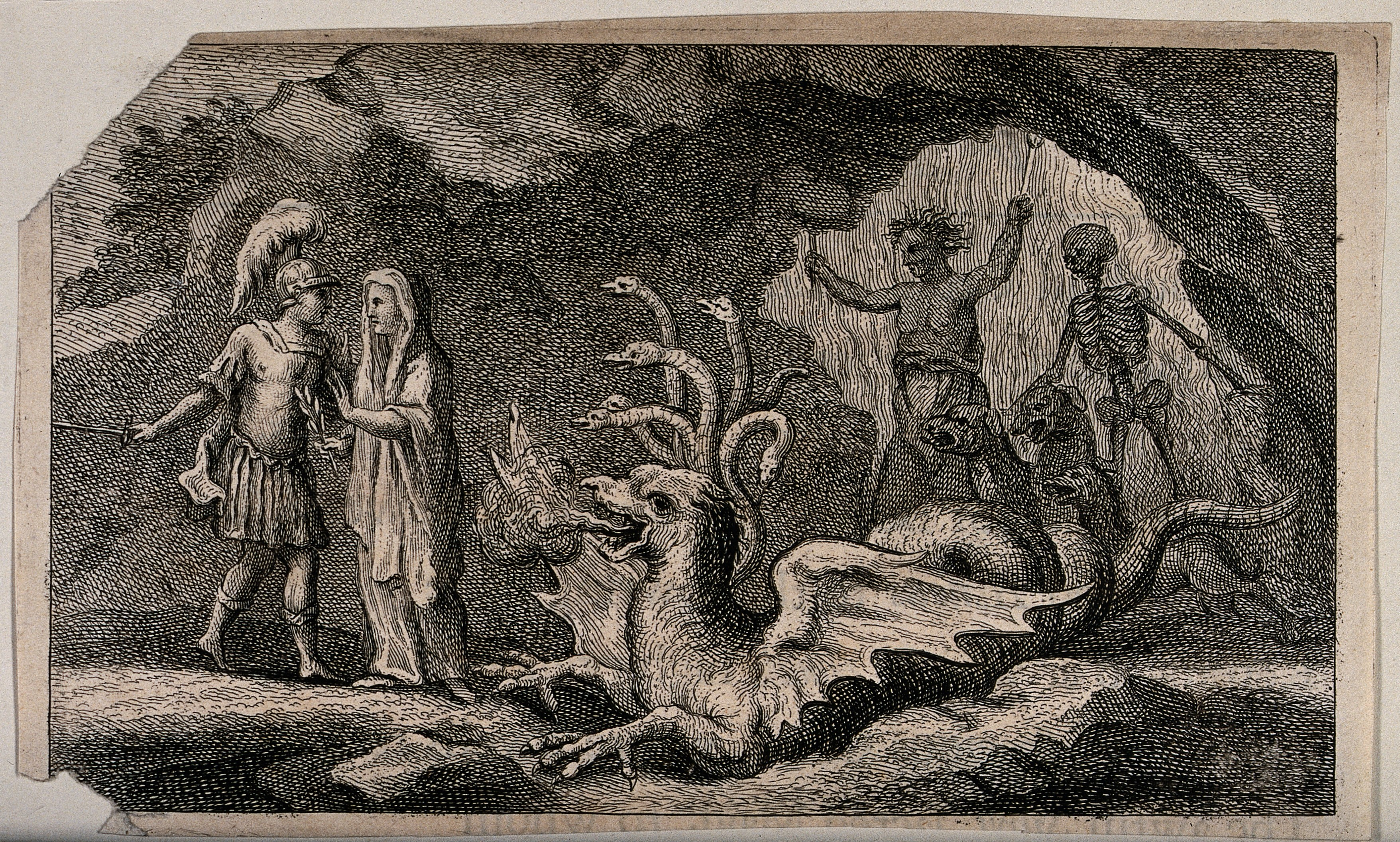
Кумская сивилла ведёт Энея к Золотой Ветви

Озеро путь преграждало к нему и тёмная роща»— Энеида, VI, 237—238
Далее о пути Энея и сопровождавшей его Кумской Сивиллы аудитория узнаёт, что «шли вслепую они под сенью ночи безлюдной» (Энеида, VI, 268).
Неоднократные путешествия героев финского эпоса «Калевала», в том числе главного героя Вяйнемёйнена, в страну мёртвых, негостеприимную Похьёлу — страну мрака и тумана, неизменно предстают как плавание по неприветливому, а часто и бурному морю, и путь через леса и скалы на север. В скандинавском мифологическом эпосе (песни о богах «Старшей Эдды») путь на север от обитаемой земли приводит в горы и к холодному морю, где живут демонические антагонисты богов ётуны — инеистые великаны. «Младшая Эдда» повествует, как сын Одина Хермод, отправленный для вызволения своего брата Бальдра от великанши Хель, хозяйки страны мёртвых, девять ночей скакал верхом по глубоким и тёмным ущельям и ничего не видел, пока не достиг моста через реку, где должен был ответить на вопросы девы, охранявшей мост; затем Хермод направился по дороге в Хель, которая шла вниз и к северу. В исландских сагах дальнее плавание на восток, а затем путешествие вглубь лесов приводит героя в Биармию (то есть Пермь), демоническую страну колдунов. Аналогично, долгое плавание на лодке от острова к острову позволяет папуасскому герою достичь потустороннего мира. Кельтский герой Кухулин отправляется в далёкое странствие на север, и, минуя опасные горы, долины и страшных зверей, через «Мост Лезвия» проникает на далёкий остров к хозяйке иного мира Скатах, от которой получает секреты боевого искусства и пророчество о своей судьбе.
Из-за христианизации Руси былины не сохранили в сколько-нибудь цельной форме сюжетов о путешествии героя в потусторонний мир (хотя поздним и трансформированным отражением таких сказаний можно признать приключения Садко в подводном царстве и Ильи Муромца — в Святых горах), но подобные сюжеты можно найти в другой форме русского фольклора — волшебных сказках. Наиболее распространённый вариант этого мотива — путешествие героя сквозь непроходимую чащу, в центре которой находится Баба-Яга, мёртвая хозяйка страшного леса (В. Я. Пропп «Исторические корни волшебной сказки»); встреча с Бабой-Ягой грозит герою гибелью, если он не справится с заданиями или вопросами мёртвой колдуньи (мотив испытания).
Сходные сюжеты можно найти в индийском эпосе. В многолетних странствиях Рамы («Рамаяна») по диким лесам и стремлении достигнуть далёкого oстровa Ланки — царства демонического Раваны, похитившего его жену Ситу, также очевидны аллюзии на путешествие в потусторонний мир. Попытки героя или божества вызволить из царства мёртвых побратима, возлюбленного, сестру, жену, отца, дочь, имплицитно или эксплицитно связанные с дальними странствиями, присутствуют в качестве мотива в сказаниях самых разных народов. Подобные попытки делают Афродита, Инанна, Иштар, Дионис, Гермес, Геракл, Орфей, Деметра, Тесей и Пирифой, скандинавский Хермод, мать финского героя Лемминкяйнена, индейские Хун-Ахпу и Шбаланке, японский бог Идзанаги. Негостеприимность среды, где вынужден странствовать герой, несёт двоякую нагрузку. Во-первых, так подчёркивается «нечеловеческая» (то есть неземная) природа топоса — более или менее явное указание на его «потустороннесть». Во-вторых, враждебное окружение намекает на испытание героя — чрезвычайно важный элемент данного мотива. Pассматриваемые здесь странствия героя сопровождаются трудностями, и не все герои способны трудности преодолеть, то есть не всегда катабасис приводит к успеху, как известно из историй об Орфее, Персефоне, Пирифое, Хермоде, Идзанаги, Хун-Ахпу и Шбаланке. Об этом Энея прямо предупреждает Сивилла:

«…Сын Анхиза, поверь: в Аверн спуститься нетрудно,

День и ночь распахнута дверь в обиталище Дита.

Вспять шаги обратить и к небесному свету пробиться —

Вот что труднее всего!»— Энеида, VI, 126—129
Представление о дальней необитаемой (то есть враждебной для земных людей) стране, как о месте нахождения потустороннего мира, и о способах её достижения формировалось в соответствии с опытом и средой обитания каждого народа. Основные варианты включают плавание к дальним берегам или островам (греки, пaпуасы), странствие по непроходимому полному опасностей лесу (восточные славяне, индийцы), по горам (индейцы Мезоамерики), либо сочетания указанных вариантов (шумеры, римляне, скандинавы, финны).
Многие сказания уделяют сугубое внимание преодолению героем препятствий на пути в потусторонний мир или по его достижении. Пассивное сопротивление среды (бурное море, опасные потоки, непроходимая чаща) можно рассматривать как реликт архаических сказаний, где потусторонние силы, часто персонифицированные в виде хозяйки леса, морского царя или владыки преисподней, воздвигали препятствия на пути героя. Таковы задания Бабы-Яги, сходные элементы сохранились и в эпосе. Индейские герои, помимо выбора дороги на перекрёстке, должны отличить истинных владык Шибальбы от деревянных кукол, угадать их имена, не попасться на коварную уловку, когда им предложат сесть на раскалённую каменную скамью, и т. п.; в противном случае они не вернутся в мир живых. Змей Горыныч (исходно — владыка гор) может погубить или полонить богатыря. Гильгамеша пытаются запугать и отвратить от его затеи насельники потустороннего мира; Хермод должен пройти испытание вопросами.
Нередко часть путешествия происходит при недостатке света или в полной темноте (аллюзия на могилу) (Хермод, Гильгамеш, Эней). Внешность попавшего в потусторонний мир меняется (Гильгамеш), иногда — чудовищным образом (Идзанами). Путешествие в потусторонний мир и нахождение в нём, естественно, символизирует смерть (пусть временную), а испытание героя сверхъестественным существом в потустороннем мире выявляют исконную связь рассматриваемого мотива с ритуалом инициации (В. Я. Пропп). Инициация, как показано бесчисленными исследованиями этнографов, в свою очередь, является ритуальным отображением смерти и возрождения, так что член общины «умирает» и, пройдя испытания, «воскресает» с изменённой внешностью (татуировка, подпиливание зубов, ритуальные увечья) и новым именем.

### Шумер
Наиболее подробное описание катабасиса героя в качестве долгого и трудного странствия присутствует в шумеро-аккадском эпосе «О всё видавшем». В поисках предка Утнапишти Гильгамеш отправляется в потусторонний мир. Герой «переплыл море, где трудна переправа», по перевалам дошёл до гор, «что восход и закат стерегут ежедневно», то есть достиг края населённого мира, где солнце проходит ночью с запада, чтобы утром взойти на востоке. Страшные люди-скорпионы предупреждают Гильгамеша: «Не ходил никто ещё ходом горным», — и угрожают ему: «Ты войдёшь и больше оттуда не выйдешь!» Пройдя двенадцать поприщ в темноте (ср. c Хермодом и Энеем), Гильгамеш попадает в каменную рощу к хозяйке богов Сидури, «живущей у пучины моря». Сидури соблазнительными речами также пытается заставить героя повернуть вспять. В это время выясняется, что внешность героя изменилась до неузнаваемости: вместо царской одежды он облачён в шкуру и «идущему дальним путём он лицом подобен», то есть принял облик мертвеца. Последний отрезок пути — ещё одно многодневное плавание, приводящее Гильгамеша в страну мёртвых:

«Трудна переправа, тяжела дорога,

Глубоки воды смерти, что её преграждают».
Добравшийся до предка Утнапишти Гильгамеш («вступивший в воды смерти») к концу визита «возрождается», то есть вновь становится прекрасным и из шкур переодевается в красивое платье.

### Древний Египет
- Осирис

### Древняя Греция
Во время десятилетних странствий между падением Трои и прибытием на Итаку Одиссей проник за пределы ойкумены — освоенного человечеством пространства. Достигнув ceвepных пределов мира («край киммериян»), герой попадает в царство мёртвых, чтобы расспросить тень предсказателя Тиресия о своей судьбе. Чтобы общение с беспамятными душами мёртвых стало возможным, надо выполнить определённый ритуал — принести в жертву чёрную овцу (напившись её крови, души вновь обретают память и способность членораздельной речи) (ср. Вяйнемёйнен для вызова покойной матери читает заклинание, Аэндорская волшебница вызывает из Шеола дух пророка Самуила). Катабасис Одиссея предстаёт путешествием не по вертикали (спуск в преисподнюю), а по горизонтали — как дальнее плавание к дикой стране. Для этого необходимо пересечь Океан (по представлениям древних греков Океан — поток, окружающий обитаемую землю), достигнув низкого и мрачного берега, поросшего страшным лесом из бесплодных ракит и чёрных тополей. Это «печальная область, покрытая вечно/ Влажным туманом и мглой облаков» (Одиссея, XI, 14-15).
- Орфей
- Геракл

## Литературный мотив

### Видения
- Данте
- Французская эпическая поэма XIV в. «Гуго Овернский» (Hugues d’Auvergne) посвящена путешествию Гуго Овернского по загробному миру (что описано под явным воздействием «Божественной комедии» Данте). Сопровождает его герой французского эпоса Гильом Оранжский, а среди грешников большое внимание уделено погубившему героя Роланда предателю Ганелону, испытывающему муки вместе с Иудой[1].

### Сатиры
- анонимный византийский диалог XII века «Тимарион», в традиции лукиановских «Разговоров мёртвых»
- анонимная византийская прозаическая сатира «Мазарис» (XV век)